# Varaždinski generalat
Varaždinski generalat je obrambeni sustav utvrda koji se razvio iz starijeg sustava koji se naziva Vindiška ili Slavonska vojna krajina. Kasnije je, u 17. stoljeću, prozvan Varaždinski generalat (po utvrdi Varaždin koji je od 1595. godine bio sjedište generala, (do 1595. i od 1731. do 1765. sjedište generala bila je utvrda Koprivnica). Ovo je vojnokrajiško područje regulirano 1578. godine nakon sabora u Brucku na Muri. 
U početku se Varaždinski generalat sastojao od tri kapetanije sa središtima: Koprivnica, Križevci i Ivanić (Ivanić-Grad), a krajem 16. stoljeća je osnovana i kapetanija Đurđevac. Teritorij Varaždinskog generalata nije označavao kompaktni teritorij, a njegova teritorijalizacija je započela doseljavanjem vlaškog stanovništva i nakon donošenja "Statuta Valachorum" (izdao ih je Ferdinand II., car Svetog Rimskog Carstva 1630. godine). 
Od 1765. odnosno 1767. Križevci i Koprivnica prestaju biti dijelovi Varaždinskog generalata. 
Od 1765. do 1787. sjedište generalata je Bjelovar, a nakon 1787. u Zagrebu. 
U prvoj polovici 18. stoljeća formirane su dvije pukovnije: Đurđevačka pukovnija (prvo sjedište Đurđevac, kasnije Bjelovar) i Križevačka pukovnija. 
Varaždinski generalat ili Varaždinska Vojna krajina je prestala postojati 1871. godine, a na njenom tlu je osnovana Bjelovarska županija.

## Popis zapovjednika Varaždinskog generalata – Slavonske krajine (do 1737.)
- Ivan Lenković (1556. – 1567.), vrhovni kapetan Hrvatske i Slavonske krajine
- Luka Sekelj (1567. – 1568.), vrhovni kapetan Hrvatske i Slavonske krajine
- Vid Halek (1569. – 1589.)
- Ivan Globyczer (1589.)
- Stjepan Grasswein (1589. – 1594.)
- Alban Grasswein (1594.)
- Žigmund Herberstein (1594. – 1603.)
- Žigmund Fridrich Trautmansdorf (1603. – 1631.)
- Juraj Ludovik Schwarzenberg (1631. – 1646.)
- Franjo Krsto Khevenhiler (1646. – 1650.)
- Vilim Galler (1650.)
- Walter Leslie (1651. – 1667.)
- Honorij Trautmansdorf (1667. – 1669.)
- Ludovik Vilim Badenski (1669. – 1671.)
- Ludovik Radwig de Souches (1671. – 1681.)
- Oton Heinrich de Grana (1681. – 1683., umro 1685.)
- Eneja Caprara (1683. – 1701.)
- Max Ludovik Breyner (1701. – 1708.)
- Hanibal Herberstein (1718.)
- Karlo Königsegg (1728. – 1737.)